# Epeolus cruciger
Epeolus cruciger ist eine Biene aus der Familie der Apidae. 

## Merkmale
Die Bienen haben eine Körperlänge von 6 bis 8 Millimetern. Der Körper der Weibchen ist überwiegend schwarz gefärbt, ihre Mandibeln, das Labrum, die Calli, Tegulae, das Schildchen (Scutellum), die Sternite und die Beine sind rot. Häufig sind es auch die Seiten des Thorax und der Tergite. Das erste Tergit hat an beiden Seiten zwei längliche, hintereinander liegende Haarflecken, die sich außen nicht berühren. Das zweite Tergit hat zwei, das dritte und vierte vier Haarflecken am Hinterrand. Das Labrum ist flach und dicht punktiert. Nahe am wenig eingekerbten Vorderrand befinden sich zwei Zähnchen. Die Fühlerglieder sind länger als breit. Der Scheitel fällt nach hinten leicht ab. Dem Mesonotum fehlen lange Haare. Das fünfte Sternit ist im Profil betrachtet flach. Die Männchen haben einen schwarzen Körper, bei dem die Mandibeln, die Tegulae, das siebte Sternit, die Schienen (Tibien) und Tarsen rot sind. Die Haarflecke der Tergite und das Labrum sind wie beim Weibchen ausgebildet. Die Fühlerglieder sind nahezu so lang wie breit. Das zweite und dritte Sternit sind häufig dicht punktförmig strukturiert und hat durchgehende Binden am Hinterrand.

## Vorkommen und Lebensweise
Die Art ist in Süd-, Mittel- und dem südlichen Nordeuropa verbreitet. Die Tiere fliegen von Ende Juni bis Anfang Oktober. Sie parasitieren Colletes hederae, Colletes marginatus und die Heidekraut-Seidenbiene (Colletes succinctus).

## Belege
Felix Amiet, M. Herrmann, A. Müller, R. Neumeyer: Fauna Helvetica 20: Apidae 5. Centre Suisse de Cartographie de la Faune, 2007, ISBN 978-2-88414-032-4.